# Lập trình viên
Lập trình viên (người lập trình hay thảo chương viên điện toán) là người viết ra các chương trình máy tính. "Thảo chương viên điện toán" là một từ cũ, được dùng trước năm 1975, và đang trở nên ít phổ thông hơn. Theo thuật ngữ máy tính, lập trình viên có thể là một chuyên gia trong một lĩnh vực của chương trình máy tính hoặc là một người không chuyên, viết mã cho các loại phần mềm. Người đã thực hiện và đưa ra cách tiếp cận chính thức để lập trình được gọi là người phân tích phần mềm.
Những người thành thạo các kỹ năng lập trình máy tính có thể trở nên nổi tiếng, tuy nhiên sự đánh giá này lại bị giới hạn bởi những phạm vi trong lĩnh vực công nghệ phần mềm. Nhiều trong số những lập trình viên danh tiếng lại được dán mác là tin tặc. Những lập trình viên thường gắn với hình ảnh những chuyên gia tin học "cá biệt", họ chống lại cái gọi là "những bộ com lê" (thường gắn liền với những bộ đồng phục trong các doanh nghiệp, theo cả nghĩa đen lẫn nghĩa bóng - chỉ dành cho giới quyền uy), sự điều khiền, tuân theo luật lệ. Có nhiều người trẻ tuổi vẫn có khả năng lập trình tốt, họ được xem là các hạt giống cho ngành lập trình trong tương lai. Trong lịch sử, Nữ bá tước Ada Lovelace được xem như là lập trình viên đầu tiên trên thế giới.
Một số ngôn ngữ mà lập trình viên sử dụng phổ biến là C, C++, C#, Java, .NET, Python, Visual Basic, ABAP, Lisp, PHP và Perl.

## Vị trí trong ngành phần mềm
- kỹ sư phần mềm

(Software Engineer).
- Nhà phát triển phần mềm

(Software Developer).
- Lập trình viên máy tính

(Computer Programer).
- Kiến trúc sư về giải pháp phần mềm

(Software Solution Architect).

## Kỹ năng cần thiết của Lập trình viên
Những thách thức cơ bản cho các Lập trình viên là phải chịu áp lực lớn và phải tìm tòi, học hỏi. Vì thế nó đòi hỏi phải có niềm đam mê và ưa thích sự thử thách thì mới đủ khả năng trở thành một nhà phát triển.
Các kỹ năng mềm có thể cần thiết ở một Lập trình viên:
- Kỹ năng phân tích: Khả năng nắm bắt, phân tích vấn đề một cách rõ ràng và chính xác.
- Tư duy logic: Có khả năng tư duy trong chuyên môn một cách khoa học và hiệu quả.
- Khả năng tập trung: khi làm việc với code, các nhà phát triển cần sự tập trung cao độ để tránh gặp phải những sai sót.
- Kỹ năng tự học: lập trình đòi hỏi bạn phải tự học và bổ sung các kiến thức tiếp theo chẳng hạn như các thuật toán hay cấu trúc nền tảng mới.

## Lập trình viên ở Việt Nam
Theo các báo cáo thị trường, Việt Nam dự kiến sẽ thiếu hụt từ 150.000 đến 200.000 lập trình viên/kỹ sư mỗi năm trong giai đoạn 2023-2025. Mặc dù mức lương và đãi ngộ trong ngành này khá hấp dẫn, với mức lương trung bình dao động từ 1.100 đến 3.000 USD mỗi tháng, nhưng số lượng nhân sự có trình độ chuyên môn cao vẫn chưa đáp ứng đủ nhu cầu của các doanh nghiệp. Cụ thể, số lượng lập trình viên hiện tại chỉ đạt khoảng 530.000 người, và mỗi năm chỉ có khoảng 30% trong số hơn 57.000 kỹ sư công nghệ thông tin mới ra trường đáp ứng được yêu cầu của doanh nghiệp.
Mức lương của lập trình viên tại Việt Nam có sự phân hóa rõ rệt, tùy thuộc vào kinh nghiệm, kỹ năng và vị trí công việc. Những người có kinh nghiệm lâu năm và kỹ năng chuyên môn cao thường nhận được mức lương đáng kể. Cụ thể, mức lương của nhân sự mới ra trường trung bình từ 435-514 USD, và tăng lên khi có kinh nghiệm. Thành phố Hồ Chí Minh vẫn là trung tâm công nghệ lớn nhất cả nước, tập trung hơn 55% lực lượng lập trình viên, mang đến nhiều cơ hội việc làm cho các lập trình viên. Tuy nhiên, các thành phố khác như Hà Nội và Đà Nẵng cũng đang trở thành những điểm đến hấp dẫn cho những người làm trong ngành này.

## Nghiên cứu thêm
- Weinberg, Gerald M., The Psychology of Computer Programming, New York: Van Nostrand Reinhold, 1971
- An experiential study of the nature of programming work: Lucas, Rob. "Dreaming in Code" New Left Review 62, March-April 2010, pp. 125–132.